# 猫头鹰座

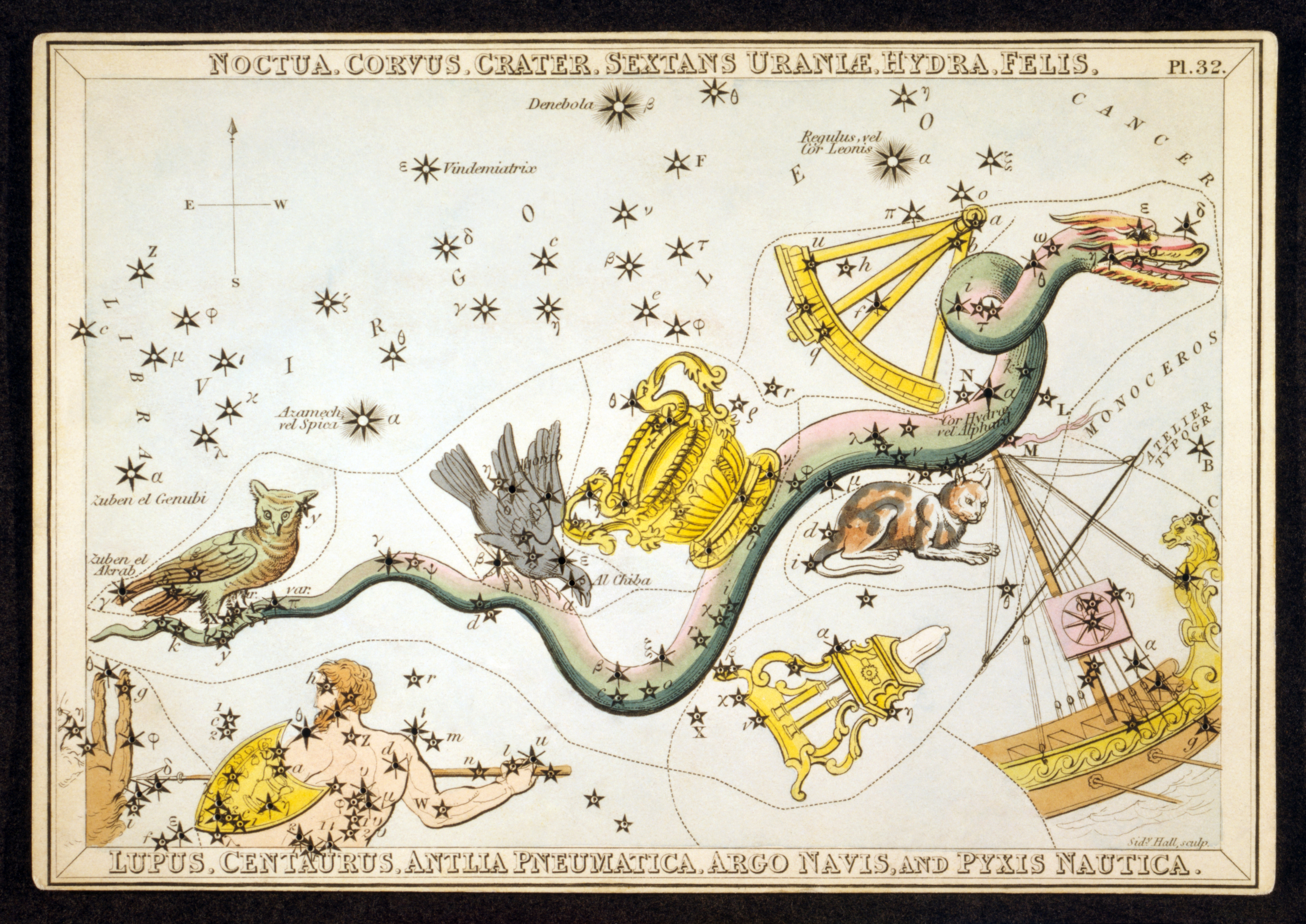
烏拉尼亞之鏡中的貓頭鷹座棲息在九頭蛇的尾巴上。

猫头鹰座（拉丁语：Noctua），又被译为枭座，是一个已经被废除的星座。亞歷山大·傑米森（Alexander Jamieson）在1822年的作品《天體圖集》中首次介紹貓頭鷹座，後來又出現在衍生的插圖卡片集《烏拉尼亞之鏡》中。在19世紀的大部分時間裡，貓頭鷹座也出現在伊萊賈·伯里特 (Elijah Burritt) 非常受歡迎的《天體圖集》中。
星座的创建者不详，最早见于美国天文学家Elijah Burritt的星图，取代之前的画眉座。
猫头鹰座位于现在的长蛇座尾部和天秤座，最遠包含室女座南部天門增九。